# Popis hrvatskih veleposlanika u Zambiji
Republika Hrvatska i Republika Zambija održavaju diplomatske odnose od 20. rujna 1995. Sjedište veleposlanstva je u Pretoriji.

## Veleposlanici
Hrvatska nema rezidentno veleposlanstvo u Zambiji. 
Veleposlanstvo RH u Republici Južnoj Africi pokriva Bocvanu, Burundi, Kenija, Komore, Lesoto, Madagaskar, Malavi, Mauricijus, Mozambik, Namibiju, Ruandu, Sejšele, Svazi, Ujedinjenu Republiku Tanzaniju, Ugandu, Zambiju i Zimbabve.
| Veleposlanik   | Postavljenje        | Opoziv             | Sjedište |
| -------------- | ------------------- | ------------------ | -------- |
| Matko Županić  | 26. srpnja 2002.    | 31. prosinca 2005. | Pretoria |
| Ivan Picukarić | 20. lipnja 2006.    | 31. prosinca 2010. | Pretoria |
| Nenad Prelog   | 23. listopada 2015. |                    | Pretoria |

## Vanjske poveznice
- Zambija na stranici MVEP-a